# Geschichte von Kirchhausen
Die Geschichte von Kirchhausen reicht in das 10. Jahrhundert zurück. 1972 erfolgte die Eingliederung nach Heilbronn.

## Geschichte

### Urkundliche Nennung (926)
Unmittelbar bei Kirchhausen soll sich der Ort Ascheim befunden haben, der 818 erstmals erwähnt wurde und in Kirchhausen aufgegangen sein soll. In den Weißenburger Quellen werden „Kirchhusen et Ascheim“ in engstem Zusammenhang erwähnt.
843 wird im Codex Laureshamensis der Ort Widegavenhusa erwähnt, der möglicherweise identisch mit Kirchhausen sein könnte. Nach den Ungarneinfällen im Jahr 926 wird der verwüstete Ort in den Quellen des Klosters Weißenburg im Elsass als „Kirchhusen“ neben dem Vorläuferbau der heutigen Kirche St. Alban erwähnt.

### Kirchhausen als Lehen (926–1486)
Nach den Ungarneinfällen im Jahr 926 erhielten die Grafen von Calw den Ort als Lehen und bauten den Vorläuferbau der heutigen Kirche St. Alban und Kirchhausen wieder auf. Die Grafen von Calw übergaben den Ort als Lehen an die Grafen von Vaihingen. Im 14. Jahrhundert gelangte Kirchhausen als Lehen an die Grafen von Württemberg. Graf Eberhard der Greiner von Württemberg gab den Herren von Talheim den Ort Kirchhausen als Lehen. Ab 1360 bekamen Berengar und Gerhard von Kirchhausen (früher von Talheim) jeweils die Hälfte des Ortes als Lehen. Nach 1400 gab es zwei bedeutende Ritterfamilien in Kirchhausen, die Ritter von Helmstatt und die Ritter von Talheim. Somit gab es auch zwei Burgen in Kirchhausen. Die obere Burg, die den Rittern von Helmstatt gehörte befand sich an der Ecke von Schloßstraße und Wimpfener Weg. Die untere Burg, die den Rittern von Talheim gehörte, befand sich an Stelle des heutigen Kirchhausener Deutschordensschlosses.

### Juliana, Gemahlin des Ritters Ralf von Kirchhausen
Ein Zweig der Herren von Talheim nannten sich Ritter Herren von Kirchhausen. Die bekannteste Persönlichkeiten der Herren von Kirchhausen war Juliana, Frau des Ritters Ralf von Kirchhausen. Sie war die Tochter des Ritters Kuno von Stromberg. Ihr Vater gab ihr als Mitgift einige Morgen Äcker auf Großgartacher Markung, nahe dem Erbelhölzles-Wald, damit etwas unterhalb des Annenkreuzes, Großgartach zu. Dies eÄcker stiftete sie, der Ertrag aus der Verpachtung diente zum Unterhalt der von ihr gestifteten St. Annakapelle. An die Kapelle erinnert heute das St. Annakreuz und die St. Annalinde.

### Kirchhausen wird Deutschordensdorf (1433/1486–1805)

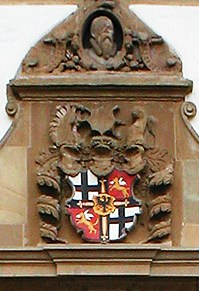
Wappen des Georg Hund von Wenkheim (1566–1572) mit dem Fuchs, der eine Gans zwischen den Zähnen hält

1433 verkaufte der Besitzer der oberen Burg in Kirchhausen, Volmar Lemlin die Burg an den Deutschorden. Seit 1433 war Kirchhausen de facto Deutschordendorf. Der Besitzer der unteren Burg in Kirchhausen war Hans Stein zu Arneck. Dieser verkaufte 1435 seien Besitz in Kirchhausen an den Deutschmeister Eberhard von Seinsheim auf Horneck bei Gundelsheim. Die württembergische Lehensherrschaft ging zuerst an die Brüder Eberhard und Wilhelm von Neipperg. Diese verzichteten 1486 zugunsten ihres Bruders, dem Deutschmeister Reinhard von Neipperg auf ihre Rechte in Kirchhausen. Somit war Kirchhausen seit 1486 de jure Deutschordensdorf. Kirchhausen wurde der „zweitwichtigste Getreidelieferant“ für das Deutschordensland am unteren Neckar mit Zentrum Gundelsheim. Kirchhausen blieb bis 1805 Deutschordensdorf.

### Kirchhäuser Gnadenbrief/Gundelser Stiftung (1527) und dessen Bestätigung (1573)
Walther von Cronberg erließ am 23. April 1527 auch den Kirchhäuser Gnadenbrief, eine feierliche Urkunde, in dem die Privilegien der Einwohner aufgezählt wurden. Die Einwohner erhielten „Lohn“ gewissermaßen „auf ewige Zeiten“ für Fastnachtsessen und -trinken, für Hochzeits- und Kindstaufwein. Folgende Vergünstigungen erhielten nun die Kirchhäuser:
- Im Fall eines bewaffneten Auszugs des Deutschen Ordens sollten Kirchhausen bevorzugt werden.
- Die Kirchhäuser bekamen jährlich an Weihnachten und Neujahr vier Gulden: „Diese vier Gulden sollen sie an den drei Fastnachtstagen mit ihren Weibern verzehren, sich fröhlich und ergötzlich machen im Angedenken der Ursache, um derentwillen ihnen solches geschieht“.[10]
- „Welcher und welche von Kirchhausen nach Horneck kommen“, dem Verwaltungszentrum, sollten umsonst und gutwillig bewirtet werden. Die Amtsleute von Horneck sollten sie „vor allen anderen guten und förderlichen Bescheid und Rat erhalten“.[10]
- Der Orden gibt die die Hälfte des Baumaterials für den Bau eines Rathauses in Kirchhausen.
- Bei einer Hochzeit in Kirchhausen erhalten Braut und Bräutigam jeweils 6 Maß Wein
- Bei einer Taufe in Kirchhausen erhält die Mutter den Kindstaufwein. Wenn das getaufte Kind ein Junge war 6 Maß Wein und bei einem Mädchen 4 Maß Wein.

Auch nachdem Walther von Cronberg anstelle des zerstörten Deutschordensschlosses in Horneck eine neue Deutschordensresidenz in Mergentheim errichtete, blieb Schloss Horneck das Verwaltungszentrum für die Ämter am unteren Neckar und somit für Kirchhausen. Dessen Nachfolger Wolfgang Schutzbar genannt Milchling ließ 1555 in Kirchhausen das urbare Land neu aufnehmen. Im Urbar aus dem Jahre 1555 wurden für den Ort 66 Häuser erwähnt. Es gab vier Teilhöfe, Überreste der fränkischen Königsgüterbewirtschaftung mit Herrenhöfen. Weiter werden im Urbar 18 Gülthöfe gezählt. Weiter ließ Wolfgang Schutzbar gen. Milchling im Jahre 1555 die Zehntscheune bauen. 1568, nachdem der letzte Deutschordenspriester Emerich Biegel verstorben war, wurde ein eigener Amtsmann zur Verwaltung des Amtes Kirchhausens eingesetzt. Unter den Hochmeistern Georg Hund von Wenkheim und Heinrich von Bobenhausen erfolgte der Neubau des Deutschordensschloss Kirchhausen. Heinrich von Bobenhausen erneuerte am 28. Juni 1573 im „Confirmierungsbrief“ die Privilegien des „Gnadenbriefes“ von 1527. Das Zinsbuch von 1581 zählt 85 bis 90 Hof- und Herdstätten bei knapp 600 Einwohnern. Dies gilt als Beleg für die „Prosperität dieser Zeit“.
Johann Caspar Venator beschreibt in seiner Deutschordensgeschichte von 1680 die Urkunden von 1527 und 1573. Nachdem der Orden durch die Säkularisation aufgelöst wurde, verwaltete die Gundelser Stiftung beim Kameralamt Heilbronn. Am 13. Februar 1854 übernahm die Gemeinde von Kirchhausen um ein Ablösegeld in Höhe von 3099 Mark die Stiftungs-Verbindlichkeiten. So erhielt bis nach dem Ersten Weltkrieg jeder Kirchhäuser 80 Pfennig an Fastnachtsgeld. Bei Hochzeiten in Kirchhausen wurden anstelle des Weines 4,80 Mark als Hochzeitsgeld erteilt. Kindstaufgeld betrug 4,80 Mark. Mit der Inflation 1923 wurde das Kapital der Stiftung entwertet, aber noch in den 1930er Jahren erhielt jedes Schuldkind zum Anlass der Prüfung der Volksschule eine Bockwurst und dazu ein Brötchen.

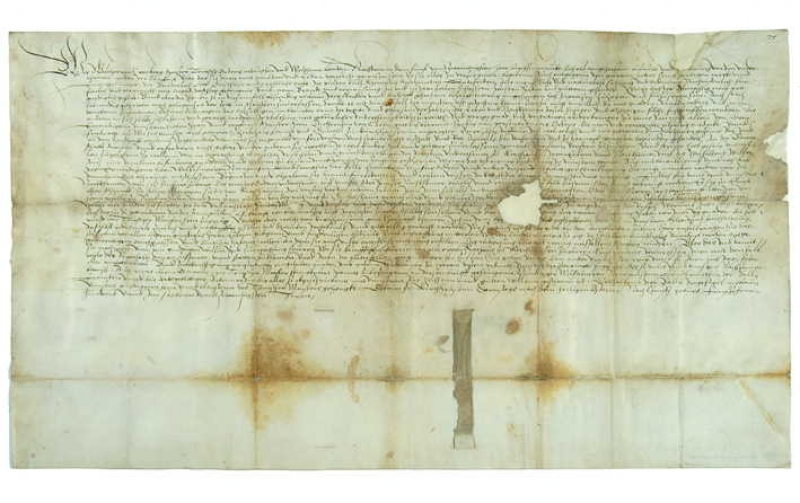
Gnadenbrief

### Dreißigjähriger Krieg
Im Dreißigjährigen Krieg wurde die Anzahl von 82 Hofstätten auf 46 Häuser reduziert. Die Kirchenhäuser Chronik beschrieb das Jahr 1636 als das „Jahr übervollen Jammers, ungeheuerlichen Leidens, mit grausigem Tod und odemhemmender Angst … Die Leichen lagen auf den Feldern und in den Weinbergen, und niemand wollte dieser beerdigen aus banger Furcht vor Ansteckung, denn es war eine gräßliche Verrichtung, die Pesttoden der Erde zu überstatten.“ Kirchhausen hatte erst in der Mitte des 18. Jahrhunderts die Größe wie vor dem Dreißigjährigen Krieg.

### Eingliederung Biberachs (1681)
1681 wurde Biberach dem Deutschordensamt Kirchhausen eingegliedert. Biberach gehörte seit 1407 zur Reichsstadt Wimpfen, die Biberach im März 1650 an den früheren französischen Generalmajor Thomas von Klug verkaufte. Nach Klugs Tode verkaufte dessen Familie an den Deutschen Orden. Der Biberacher Deutschhaushof gehörte bereits seit 1532 der Deutschordenskommende.

### Selbstständigkeit (ab 1805)
Bei der Mediatisierung des Deutschen Ordens im Jahre 1805 wurde Kirchhausen württembergisch. Am 28. November 1805 wurde das ehemalige Deutschordensdorf von württembergischen Truppen besetzt. Die Kirchhäuser mussten 1806 unter Waffengewalt dem Heilbronner Landvogt, von Bouwinghausen, ehren. Als selbstständige Gemeinde erwarb die Gemeinde im Jahre 1832 vom Staat die Schäferei, 1833 das frühere Deutschordensschloss und nutzte den Bau als Rathaus.

### Württembergische Oberamtsstadt (1807–1808)
Am 18. Juni 1807 wurde Kirchhausen Sitz eines Oberamts, zu dem Biberach, Großgartach, Sontheim, Talheim, Massenbach, Schwaigern, Massenbachhausen, Fürfeld, Bonfeld, Neipperg und Klingenberg gehörten. Es wurde jedoch am 26. April 1808 aufgelöst und dem Oberamt Heilbronn zugeschlagen.

### Mittelzentrum (ab 1814)
Württemberg richtete aber 1814 eine Unteramtsarztstelle in Kirchhausen ein, womit ihr eine „gewisse Mittelpunktstellung“ zuerkannt wurde. 1826 wurde ein Amtsnotariat eingerichtet, als Bezirksnotariat ist es auch heute noch für die umliegenden Orte zuständig. Damit wurde nochmals die „Mittelpunktsfunktion für die umliegenden Ortschaften“ bestätigt. 1831 bekam der Ort eine dingliche Apothekengerechtigkeit verbrieft; Arztpraxis und Apotheke waren bis nach 1945 auch für die umliegenden Orte zuständig gewesen. Die Gemeinde von Kirchhausen erwarb im Jahre 1833 das Kirchhauser Schloss um es als Amtsgebäude zu verwenden. Von 1841 bis 1844 erfolgte der Neubau der St. Alban-Kirche im Stil des Historismus.

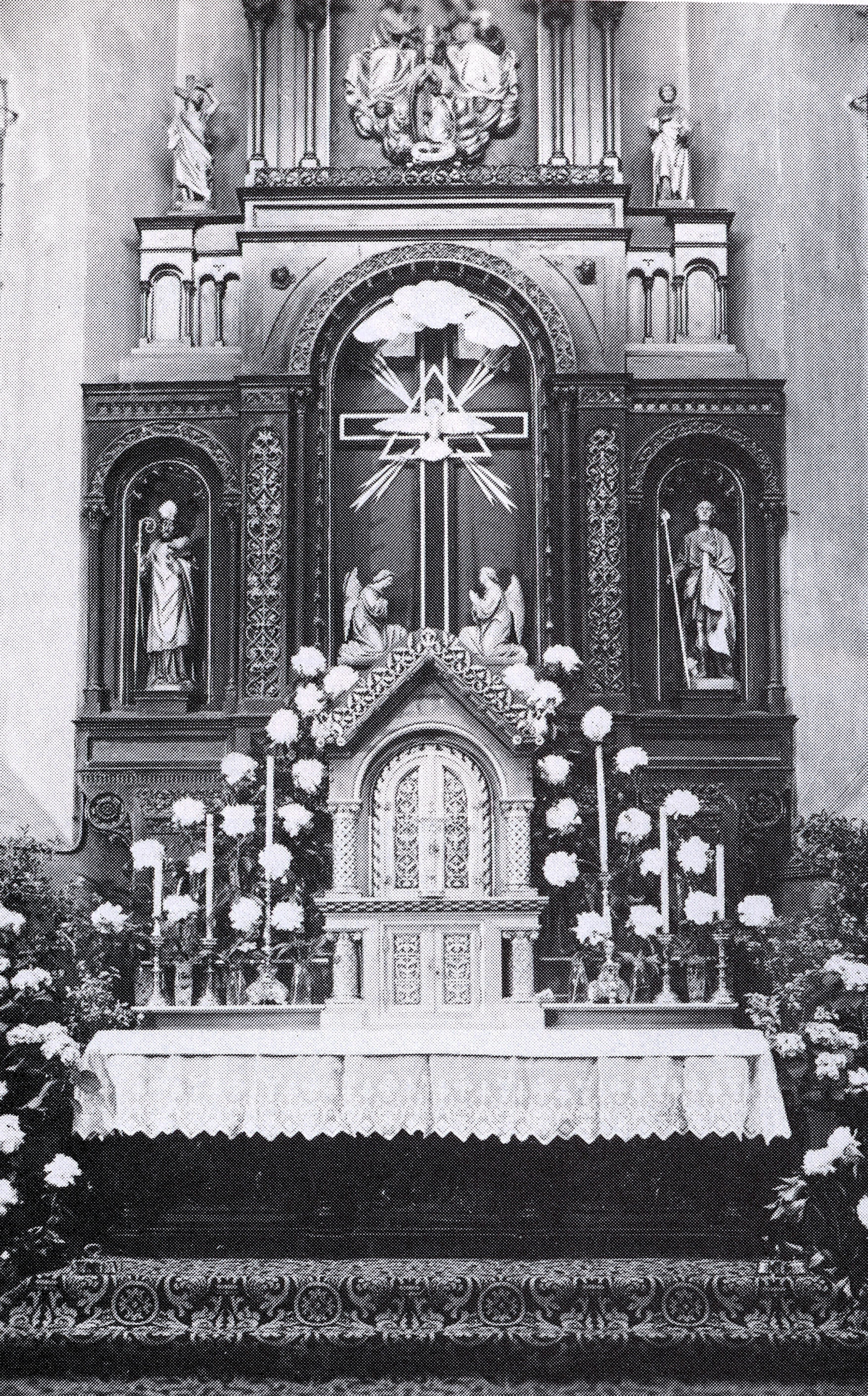
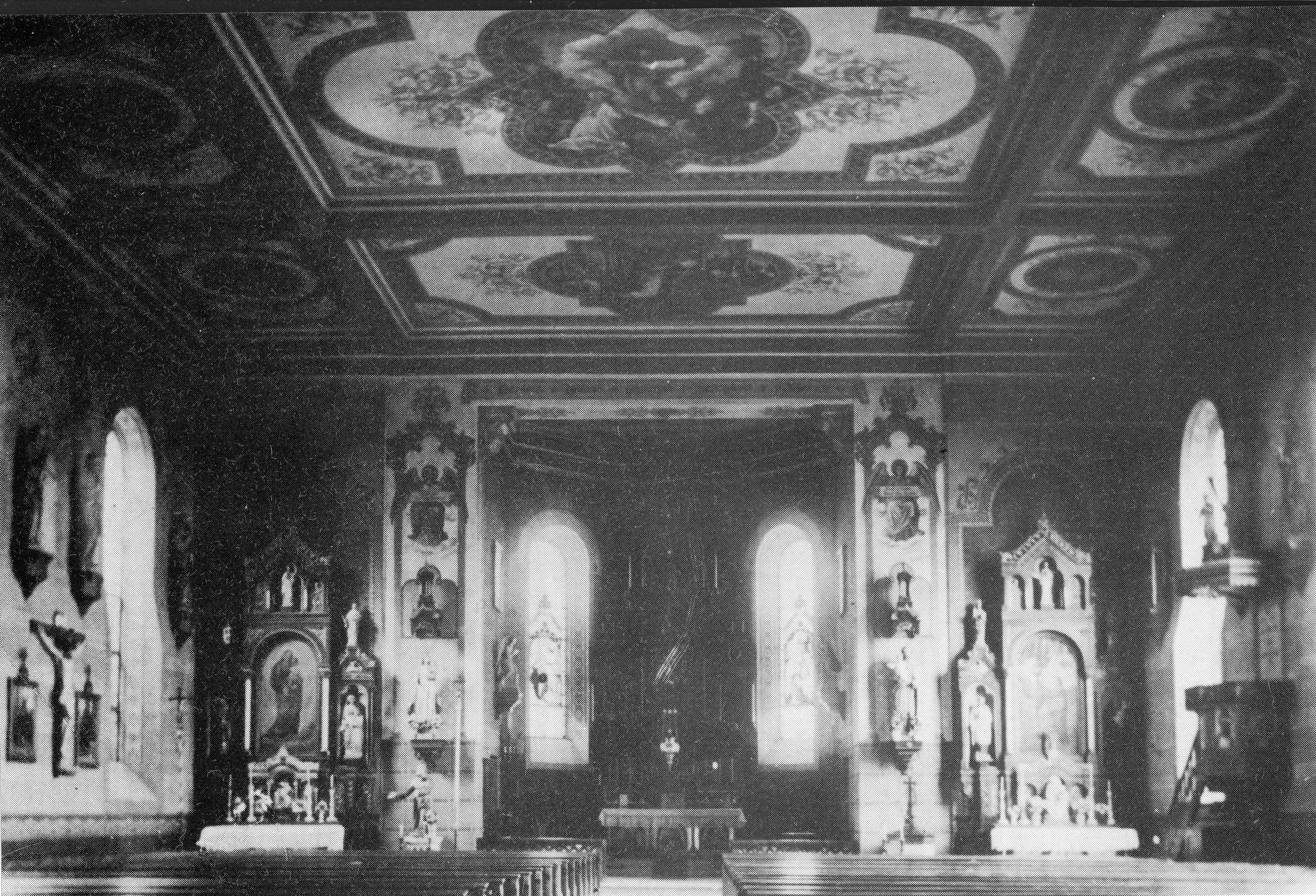

### Wirtschaft und Infrastruktur (ab 1871)
In Kirchhausen wurden um die Jahrhundertwende neben Brot- und Futterfrüchten, auch Tabak, Hopfen, Zichorie und Zuckerrüben angebaut sowie auf fast 95 ha Kartoffeln. Exportiert wurden insbesondere Getreide, Kartoffeln und Heu. An Gewerbe gab es um die Jahrhundertwende in Kirchhausen drei Gast- und fünf Schankwirtschaften sowie eine Bierbrauerei und eine Mahlmühle.
Viele Kirchhäuser arbeiteten in der Industriestadt Heilbronn; ohne Bahnlinie gab es jedoch keine direkte Verbindung „ins G’schäft“. Die geplante Bahnlinie sollte von Heilbronn über Neckargartach, Frankenbach und Großgartach führen. Die Orte Großgartach und Kirchhausen sollten gemeinsam eine Bahnstation erhalten. Neckargartach, Frankenbach und der Besitzer des Hipfelhofes lehnten jedoch die Bahnlinie ab. So mussten die Kirchhäuser zu dem Bahnhof nach Großgartach gehen. Als 1897 der Hagelschlag das Land verwüstete, wurden die Eisenbahnwaggons mit Kartoffeln, Lebensmitteln, Heu und Futtermittel für Kirchhausen in Großgartach entladen. Nach dem Ersten Weltkrieg bekam Kirchhausen eine eigene Postomnibuslinie.
Ab der Jahrhundertwende entstand ein Neubaugebiet an der heutigen Annalindestraße. 1903 zogen – auf Initiative des Pfarrers Brause – vier Schwestern der Franziskanerinnen aus Reute in die neu errichtete Schwesternstation an der jetzigen Schloßstraße ein, die 1973 wegen Schwesternmangels geschlossen werden musste. Die Franziskanerinnen von Reute waren rund um die Uhr in der Krankenpflege, der Nähschule für Frauen und Mädchen sowie im Kindergarten tätig. 1927 wanderte von Stuttgart die Firma Carl Rathgeber nach Kirchhausen, die Miederwaren, Fußbandagen und orthopädische Fußheilmittel produzierte.

### Zeit des Nationalsozialismus
Die Nationalsozialisten erhielten in Kirchhausen weniger als 10 % der Stimmen, konkurrierende Partei war die Zentrumspartei, die mit Pfarrer Anton Bühler eine wichtige Persönlichkeit vorzeigen konnte. Dieser war ein erklärter Gegner der Nationalsozialisten und musste deswegen 1938 Kirchhausen verlassen. Sein Nachfolger Pfarrer Geiger wurde am 31. Oktober 1941 von der Gestapo verhaftet und in das KZ Dachau deportiert. Nachdem am 2. Januar 1935 die Frankenbacher Hitlerjugend von Mitgliedern des katholischen Jungmännervereins aus Kirchhausen verprügelt wurden, marschierten am 20. Januar 500 Männer in brauner Uniform zum Kirchhäuser Schloßplatz, am 22. Februar wurde Gericht gehalten und die beiden Kirchhäusern zu Gefängnisstrafen verurteilt. Damit siegte die Partei über das „einflußreiche Nest von Staatsfeinden“ im „katholischen Kirchhausen“. (Zitat aus dem Heilbronner Tagblatt vom 23. Februar 1935).

### Das Kriegsende in Kirchhausen
Aus Kirchhausen waren 318 Männer und sechs Frauen im Militär. 60 kamen um, 30 wurden vermisst. Bei dem Luftangriff auf Heilbronn verstarben drei Kirchhäuser Frauen. Am Ostermontag, dem 2. April 1945 um 14. Uhr erfolgte der Artilleriebeschuss, 32 Granaten schlugen im Ort ein. Zerstört wurden die Pumpstation der Wasserversorgung, der Südwestturm des Schlosses und das Vereinshaus. Chor und Dach der Albanskirche sowie Häuser im Westteil des Dorfes wurden beschädigt. Elf Tage nahmen bis zu 200 amerikanische Soldaten in Kirchhausen ihr Quartier. Eine Kanonenbatterie im Wiesental um die Dreifaltigkeitskapelle schoss in Richtung Löwenstein. Pfarrer Hermann Tüchle war als Dolmetscher für die Truppenkommandeure tätig. Die Soldaten brachten ehemalige Fremd- und Zwangsarbeiter mit nach Kirchhausen, für die sie Lebensmittellieferungen insbesondere Fleisch einforderten.

### Nachkriegszeit
1946/47 erreichten 342 Flüchtlinge und Heimatvertriebene Kirchhausen, so aus Böhmen und Mähren, aus Ungarn und dem Donaubecken, die 1950 rund 20 % der Bevölkerung ausmachten. Um den Bedarf an Wohnraum decken zu können, entstanden von 1950 bis 1965 200 Wohnhäuser, während im Ortskern 17 ältere Häuser abgebrochen wurden. Neue Wohngebiete entstanden in den Gewannen Falltor, Steinäcker, Attichäcker, Kleinfeldle und Wittum. 1954 wurde im Gewann Falltor ein neues Schulhaus errichtet.

### Eingliederung nach Heilbronn (1972)

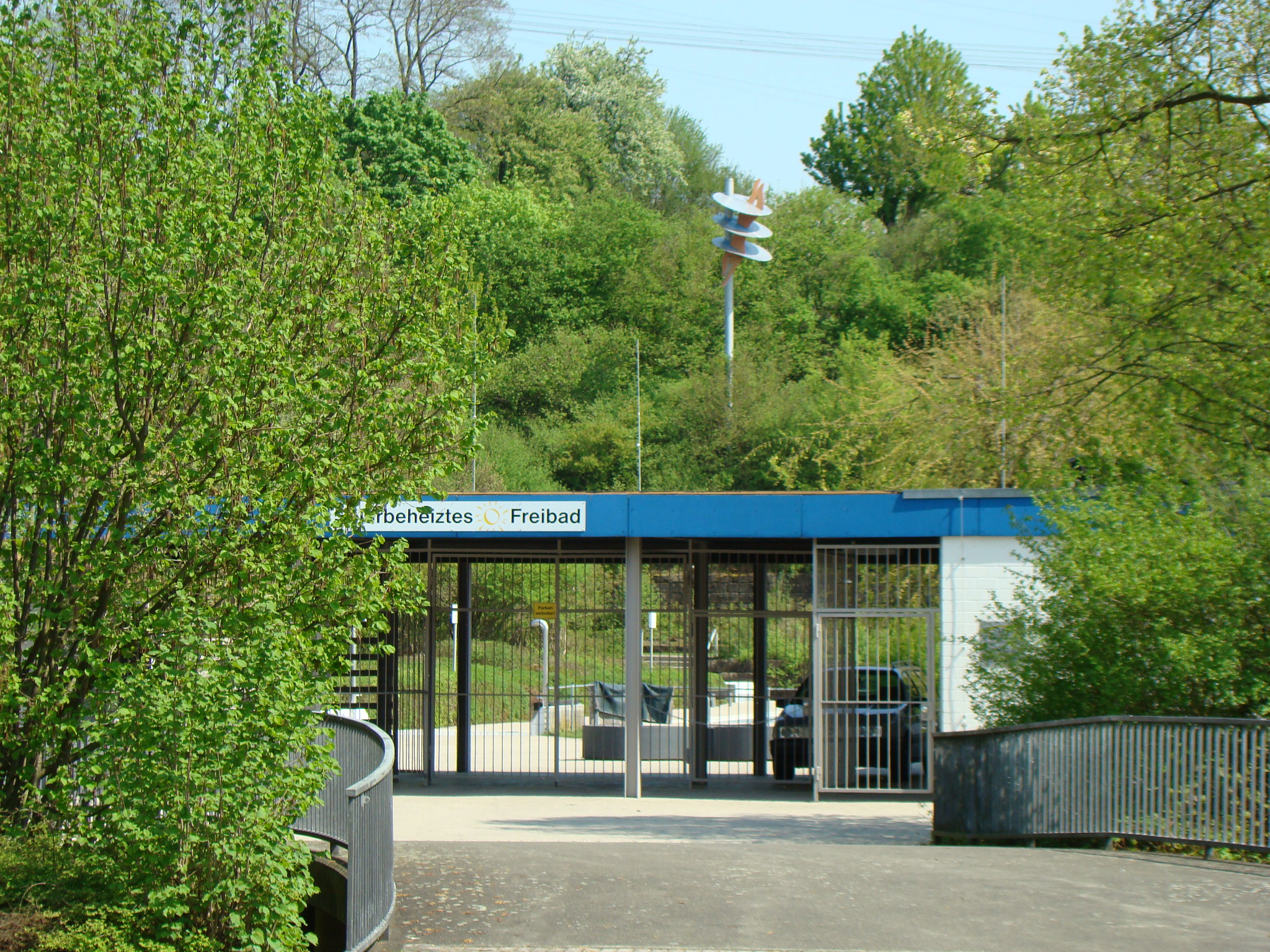
Freibad

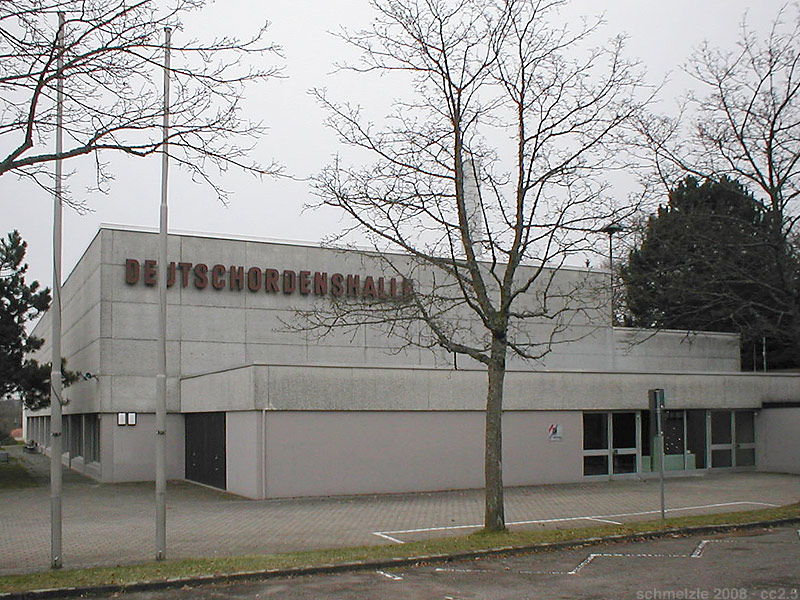
Deutschordenshalle

Im November 1971 gab der Kirchhausener Bürgermeister Hubert Straub bekannt, dass vertrauliche Gespräche mit der Stadt Heilbronn bezüglich einer Eingemeindung geführt worden seien. Alternativ schlug Straub eine Verwaltungsgemeinschaft oder Fusion mit Leingarten vor. Am 19. Februar 1972 erging eine Bürgerversammlung und am 27. Februar 1972 eine Bürgeranhörung. Dabei gaben 1235 von 1746 Stimmberechtigten ihr Votum ab. Dabei stimmten 706 (57 % der Einwohnerschaft) für eine freiwillige Eingliederung in die Stadt Heilbronn. In der Eingliederungsvereinbarung hieß es: „Mit dieser Eingliederung soll erreicht werden, dass im Stadtteil Heilbronn-Kirchhausen durch Anpassung an städtische Verhältnisse, wozu insbesondere ein vielfältiges Angebot an Dienstleistungen und die Bereitstellung der erforderlichen Einrichtungen gehörten, gute Voraussetzung für die persönliche Entfalung der Einwohner geschaffen werden.“ Der Kirchhausener Gemeinderat stimmten diesem Vertrag in ihrer Sitzung am 7. April 1972 mit 9:2 Stimmen zu. Es folgte die Zustimmung des Heilbronner Gemeinderats am 20. April 1972. OB Hoffmann und Bürgermeister Hubert Straub unterzeichneten am 21. April 1972 den Eingliederungsvertrag. Das Heilbronner Landratsamt und der Kreistag wollten jedoch keine Eingliederung Kirchhausens nach Heilbronn. So hatte der Ort keine gemeinsame Grenze zu Heilbronn und es gab die Befürchtung, dass andere von Heilbronn entfernt liegende Orte die Eingliederung wollten. Die dazwischen liegenden Orte müssten dann im Rahmen der Landesplanung zwangsweise in den Heilbronner Stadtkreis einbezogen werden. Schließlich widersprach der Kreistag bei einer Enthaltung im Juni der Eingliederung Kirchhausens nach Heilbronn. Die zwischen beiden Gemeinden erlassenen Eingliederungsvereinbarungen, die den Bau einer Mehrzweckhalle mit Kleinschwimmbad in Kirchhausen vorsahen, wurden von dem Regierungspräsidium Nordwürttemberg mit Erlass vom 28. Juni 1972 genehmigt. Am 1. Juli 1972 wurde Kirchhausen nach Heilbronn eingemeindet. Die Stadt Heilbronn löste ihre Investitionszusagen, die in den Eingliederungsvereinbarungen vertraglich geregelt wurden ein. So wurde am 13. September 1974 in Kirchhausen die „Deutschordenshalle“ und am 16. Mai 1979 entsprechend der Eingliederungsvereinbarung ein beheiztes Freibad fertiggestellt. Kirchhausen erhielt auch eine Fusionsprämie von 3,5 Millionen DM und eine neue Ortschaftsverfassung, wonach dem neuen Stadtteil bis 1989 unmittelbare Mitwirkungsmöglichkeiten über Ortsvorsteher und Ortschaftsrat zustanden. In der Zeit der Eingemeindung nach Heilbronn entstanden zwei Industriegebiete, wie das Gewerbegebiet „Mühlberg“ im Nordosten und „Härkersäcker“ im Nordwesten Kirchhausens. Wohngebiete, die mit der Eingemeindung entstanden, sind die „Steigsiedlung“ und der „Breitenäcker“.
Kirchhausen wird seit 1979 von den städtischen Heilbronner Verkehrsbetrieben angefahren.